# 大明寺 (済源市)
大明寺（だいめいじ）は、中華人民共和国河南省済源市軹城鎮にある仏教寺院。

## 歴史
西漢の軹王はここで祖廟を建てた。
北宋の康定元年（1040年）に寺院に改築され、通慧禅院と呼ばれる。
金末の兵火により焼失している。
元の至元13年（1276年）から、前後30年をかけて修繕された。
1986年11月、河南省人民政府は仏寺を河南省文物保護単位に認定した。2001年6月25日、中華人民共和国国務院は大明寺を全国重点文物保護単位に認定した。

## 伽藍
- 山門、金剛殿、閻君殿、配殿、中仏殿、伽藍殿、僧房、後仏殿